# Kiryu Nanase
Kiryu Nanase (木龍 七瀬, sinh ngày 31 tháng 10 năm 1989) là một cầu thủ bóng đá nữ người Nhật Bản.

## Đội tuyển bóng đá nữ quốc gia Nhật Bản
Kiryu Nanase thi đấu cho đội tuyển bóng đá nữ quốc gia Nhật Bản từ năm 2010 đến 2014.

## Thống kê sự nghiệp
| Nhật Bản  | Nhật Bản | Nhật Bản |
| Năm       | Trận     | Bàn      |
| --------- | -------- | -------- |
| 2010      | 3        | 0        |
| 2011      | 0        | 0        |
| 2012      | 2        | 0        |
| 2013      | 1        | 0        |
| 2014      | 10       | 3        |
| Tổng cộng | 16       | 3        |